# Declan Galbraith
Declan Galbraith (Hoo St. Werburgh, Kent, 19 december 1991) is een Britse popzanger van Schotse en Ierse origine.
Zijn eerste album, Declan, verscheen op 22 september 2002.
Hij kreeg op 29 maart 2003 de titel van Best Young International Performer op de Twenty-Fourth Annual Young Artist Awards.

## Persoonlijk leven
Declan woont samen met zijn ouders en jongere zus Bernadette. Zijn vader is elektricien, maar sinds Declans zangcarrière heeft hij zijn werk opgezegd. Dit deed hij zodat hij Declan zou kunnen vergezellen en begeleiden bij shows in zowel buiten- als binnenland.

## Talentenjachten
Op 8-jarige leeftijd begon Declan deel te nemen aan lokale talentenjachten. In 14 maanden tijd won hij maar liefst 16 zangwedstrijden. Het zangtalent werd gespot door de platenmaatschappij EMI.

## Carrière
Op 22 september 2002 kwam zijn eerste album "Declan" uit. Het belooft een druk jaar te worden, want in 2002 is Declan 12 maal te gast in 5 verschillende Engelse talkshows waar hij zijn debuutalbum promoot. Het wordt snel duidelijk dat Declan een natuurlijke "performer" is. Declan wordt populair in het Verenigd Koninkrijk. 

In datzelfde jaar zingt Declan een cover van "Walking in the air" in voor een Kerstalbum. Aan dit album werken ook onder andere Westlife and Elton John mee. 

Hij is ook een van de artiesten die meedoet aan het concert "Young Voices 2002". Het opzet van dit gebeuren was om het wereldrecord van het grootste simultaan zingende koor te verbreken. 

In 2003-2004 wordt het wat stiller rond Declan Galbraith, maar vanaf 2005 verschijnt Declan terug op het scherm in enkele Duitse talkshows. 

Bij het verschijnen van zijn 2e album "Thank You" in 2006 wordt Declan erg populair in Duitsland. Vanaf dan richt Declan zich voornamelijk op Duitsland, Oostenrijk en Zwitserland, waar hij met zijn album "Thank you" verschillende gouden en platinum platen behaalt. Dit album bevat voornamelijk covernummers. 

Sinds 2006 is Declan ook elk jaar te gast in de Duitse talkshow "Feste der Volksmusik" en "Winterfeste der Volksmusik".

Ook in China en Japan wordt Declan heel populair. Dit komt onder andere omdat de liedjes van zijn eerste album dat in 2002 verscheen, op de Chinese scholen wordt gebruikt als hulpmiddel om de Engelse taal te leren. 

In 2007 verschijnt zijn 3e album "You and Me". Dit album verschilt wat ten opzichte van de vorige albums. "You and Me" bevat zowel covernummers als originele nummers. Een van de nummers schreef Galbraith zelf, namelijk "Moody Blues". 

Ook de muziekstijl van dit album is verschillend ten opzichte van de vorige. De nummers op dit album krijgen meer een rocksound.
In het Verenigd Koninkrijk wordt Declan Galbraith niet veel meer herkend op straat. Dit komt doordat zijn carrière zich de laatste jaren vooral in het buitenland afspeelt.

In juli 2010 maakt Declan bekend dat hij voorlopig stopt met zijn zangcarrière. Hij gaat zich richten op het afronden van zijn opleiding.
In 2012 eind maart zet hij eigen geschreven nummers op soundcloud en maakt hij bekend weer te gaan zingen en nummers te schrijven.
Ook komt binnenkort zijn nieuwe site uit.

## School
In 2006 beslisten Declans ouders dat Declan Galbraith niet meer naar school moet gaan. Hij krijgt vanaf dat moment 3 uur per dag les van een privéleraar. Zo zou hij zich beter kunnen richten op zijn zangcarrière.

## Discografie

### Albums
- Declan (2002)
- Thank You (2006)
- You and Me (2007)

#### Declan
1. Danny Boy
2. Carrickfergus
3. Imagine
4. I'll Be There
5. It All Begins with Love
6. Your Friend
7. Love Can Build a Bridge
8. Mama Said
9. Till the Day We Meet Again
10. Amazing Grace
11. Circles in the Sand
12. Angels
13. Tell Me Why
14. Twinkle Twinkle Little Star (Declan's Prayer)

#### Thank You
1. An Angel
2. Love of My Life
3. Nights in White Satin
4. Tears in Heaven
5. Bright Eyes
6. House of the Rising Sun
7. Saved By the Bell
8. David's Song (Who'll Come with Me)
9. All Out of Love
10. How Could an Angel Break My Heart
11. Vincent (Starry, Starry Night)
12. Only One Woman
13. The Last Unicorn
14. Sailing
15. Where Did Our Love Go

#### You and Me
1. You and Me
2. Leavin' Today
3. Ego You
4. I Think I Love You
5. I Do Love You
6. Nothing Else Matters
7. Missing You
8. Everybody Tells Me
9. Moody Blues
10. Sister Golden Hair
11. Maybe
12. Everything's Gonna Be Alright
13. Ruby Tuesday
14. I'd Love You to Want Me
15. The Living Years
16. I'm Crying for You
17. Guardian Angel (Christmas Bonus Track)

### Singles
- Tell Me Why (2002)
- Love of My Life (2007)
- Ego You (2007)